# Stories from the City, Stories from the Sea
Stories from the City, Stories from the Sea — пятый студийный альбом английской рок-исполнительницы Пи Джей Харви, изданный в 2000 году.

## Об альбоме
Stories from the City, Stories from the Sea стал вторым крупным коммерческим успехом в карьере Харви после To Bring You My Love. За этот альбом музыкант была в третий раз номинирована на Mercury Prize и, наконец, получила награду, став первым за всю историю премии сольным исполнителем-женщиной, выигравшем Mercury Prize. Альбом стал золотым во Франции и платиновым в Австралии и Великобритании.
Реакция критиков также была положительной. Роберт Кристгау в Rolling Stone оценил Stories from the City, Stories from the Sea как лучший альбом в карьере Харви. Обозреватель Slant Magazine счёл единственным недостатком альбома присутствие в нём Тома Йорка.
Stories from the City, Stories from the Sea занимает 8 место в списке 50 лучших женских рок-альбомов по версии Rolling Stone и 431 место в обновлённой версии 500 величайших альбомов всех времён того же журнала. Кроме того, альбом достиг 6 места в списке 100 лучших альбомов 2000-х по версии NME и 35 места в аналогичном списке Rolling Stone.

## Список композиций
Слова и музыка всех песен — Пи Джей Харви.
| №   | Название                                   | Длительность |
| --- | ------------------------------------------ | ------------ |
| 1.  | «Big Exit»                                 | 3:51         |
| 2.  | «Good Fortune»                             | 3:20         |
| 3.  | «A Place Called Home»                      | 3:43         |
| 4.  | «One Line»                                 | 3:14         |
| 5.  | «Beautiful Feeling»                        | 4:00         |
| 6.  | «The Whores Hustle and the Hustlers Whore» | 4:01         |
| 7.  | «This Mess We're In»                       | 3:57         |
| 8.  | «You Said Something»                       | 3:19         |
| 9.  | «Kamikaze»                                 | 2:24         |
| 10. | «This Is Love»                             | 3:48         |
| 11. | «Horses in My Dreams»                      | 5:38         |
| 12. | «We Float»                                 | 6:07         |

Британское и Японское издание
| №   | Название             | Длительность |
| --- | -------------------- | ------------ |
| 13. | «This Wicked Tongue» | 3:42         |

## Участники записи
- Пи Джей Харви — вокал, гитара, бас-гитара, клавишные, фортепиано, джембе, маракасы, электронный смычок
- Роб Эллис — ударные, фортепиано, бубен, синтезатор, клавишные, аккордеон, бэк-вокал
- Мик Харви — орган, бас-гитара, барабаны, перкуссия, фисгармония, клавишные, аккордеон, бэк-вокал
- Том Йорк — гостевой вокал, клавишные